# 白花油
和興白花油藥廠有限公司（港交所：239）是一家著名老牌藥廠，由顏玉瑩於1925年於馬來西亞檳城創立，1935年於新加坡成立第二家藥廠，其後來在1950年於香港成立第三家以及1960年於台灣成立第四家，致力於生產、推廣及分銷「和興」、「萬應」品牌產品至全球各地。在台灣由顏玉瑩另一脈子系設立和興白花油廠股份有限公司、白花油國際有限公司及顏玉瑩和興化工廠等公司，但財務獨立與香港公司並無直接關聯。
除白花油外，藥廠亦致力以「和興」、「萬應」品牌作擴展產品系列，繼有活絡油 ，白花膏 及香港地區近年還推出樣貌特殊的的福仔商品。而在台灣除了白花油品牌商品外，「顏玉瑩」也成為藥油專家的代名詞，推出一系列以顏玉瑩及其肖像為名的藥油、藥布、止痛膏、精油及鼻吸入劑等產品，產品無論中、西藥及化妝品皆有，而讓配合廣告宣傳白花油系列產品在台灣超過25,000銷售點，幾乎大街小巷處處可見。

## 歷史

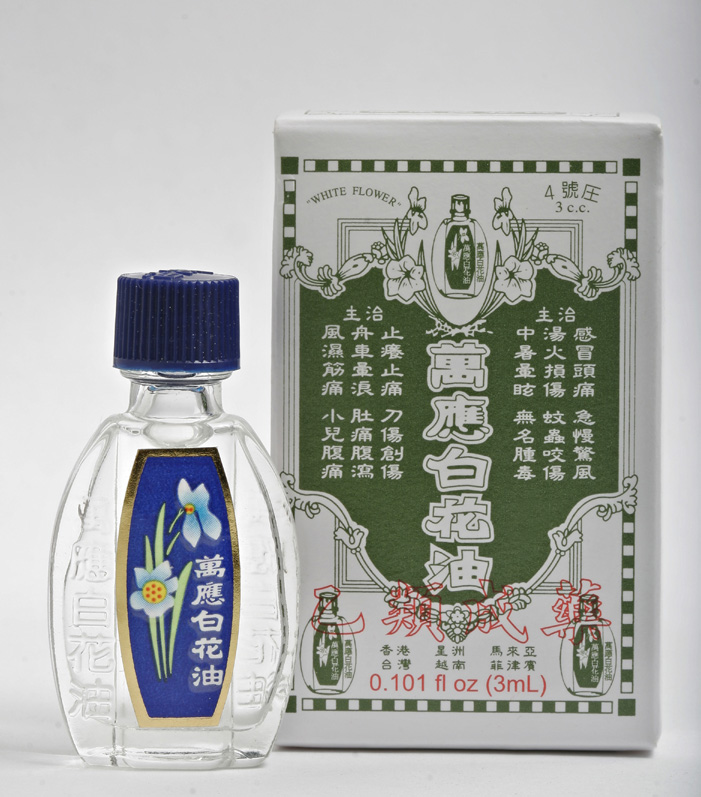
萬應白花油（台灣出產，具乙類成藥字樣）

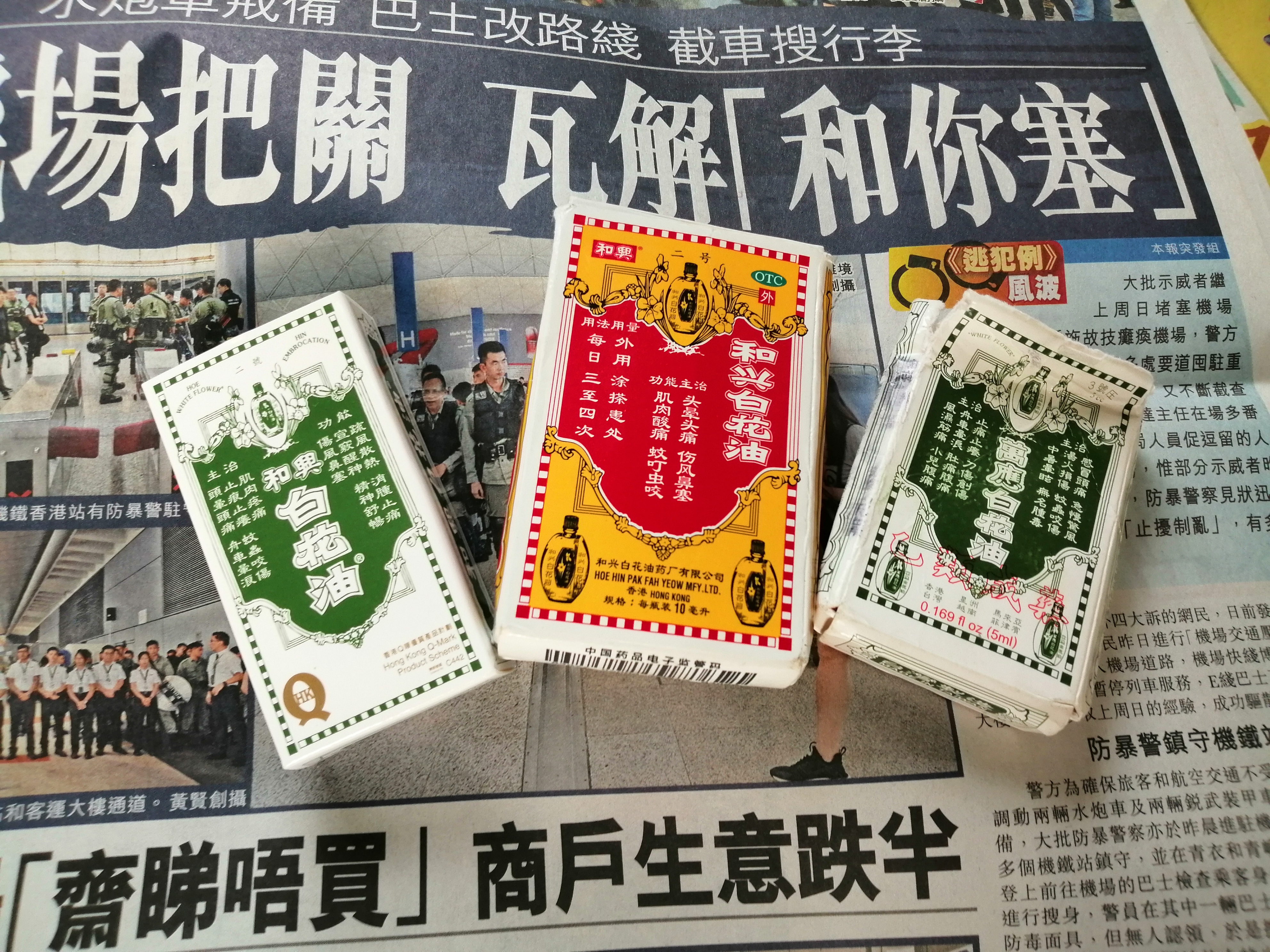
三地不同版本的白花油，由左至右依次为香港版、中国内地版和台湾版

1925年，白花油藥廠創辦人顏玉瑩在從馬來西亞研製出一種供塗擦的藥油。他原本是希望能有一種對健康有益並具有多種用途的藥油，能夠為大眾的日常生活中常見的小毛病提供安全的、緊急的、有效的處理。該藥油就是白花油。成功研製初期，白花油只供親朋好友使用。但是由於這種藥油的療效顯著，非常受親朋戚友的歡迎。因此他決定大量生產這種藥油，並供消費者使用。
1927年，顏玉瑩初設廠於新加坡，在香港則由余仁生中藥店代理，1935年以再從「萬應白花油」在新加坡註冊商標。1945年向南京國民政府衛生部申請販售許可；這時，萬應白花油已行銷中國及東南亞各地。
1950年，他看中香港特殊的地理位置，在香港設立了和興白花油廠，用香港作為萬應白花油的新生產基地。當萬應白花油在香港投產後，萬應白花油在新加坡的廠房就結束了。
顏玉瑩又於1960年代親自引進萬應白花油到台灣。1962年，顏玉瑩於台灣台北設立和興白花油廠有限公司，於是台灣的工廠啟用成為台灣第一種的中藥複方藥油產品。1960年代，白花油公司終於發展成為新加坡、香港及台灣等地的跨國企業。
1991年香港廠在香港聯合交易所上市。台灣則除原有和興白花油廠外，並陸續設立白花油國際有限公司及顏玉瑩和興化工廠等相關企業，產品也不在限於藥油，並擴及一般中西藥品及化妝品。

## 名稱
白花油的原名為萬應白花油，因為顏玉瑩所製藥油的氣味很像水仙，而顏玉瑩的夫人也喜歡水仙花（在南洋又名白花），於是顏玉瑩把這藥油命名為「白花油」白水仙成為商標，也在1927年註冊。因為白花油對各種日常小疾病都有效，所以前面冠了「萬應」，全名為「萬應白花油」，寓意「萬應萬靈、帶白花香味的藥油」的意思，並且在1935年在檳城及新加坡註冊「萬應白花油」商標。
1951年生產基地轉移至香港，1962年，顏玉瑩於台灣台北成立和興白花油廠股份有限公司，白花油於台灣的工廠正式啟用，萬應白花油在台灣落地生根，成為台灣第一種的中藥複方藥油產品。1960年代，白花油公司發展成為新加坡、香港及台灣等地的跨國企業。在台生產之白花油系列產品，在2010年開始也在電視及平面廣告中強打「台灣製造」的印象，希望與香港產品作出區隔。
1970年代，當時的香港政府對品名中的「萬應」有意見（因「萬應」具有誤導成分，另一誤導語句是在推出初期，其藥單形容“食抹兼用”，後來訂正為“外用忌食”），香港的「白花油」便更名為和興白花油。
顏玉瑩死後他所創立的各地白花油公司因都屬財務獨立之公司，於是各國的白花油公司分家成為必然的事實。而其中的香港公司並在1991年在香港聯合交易所上市。而台灣的白花油廠也是精益求精，在品質及安全上努力。2003年以「外用液劑安全瓶蓋」的設計獲得中華民國行政院衛生署《第二屆藥物科技研究發展獎》製造類銅質獎，各地的白花油都在不同的領域各領風騷。

## 其他產品
台灣及香港兩地的白花油公司在2004年後分別推出了公仔人物作為企業形象。香港首先推出的福仔貌似大力水手-卜派；台灣則以鄧麗君在白花油慈善皇后造型為藍本推出了白花油公主的公仔，並透過台北國際動漫展活動，建立動漫角色。其主要目的都在爭取年輕族群的認同，讓品牌走向年輕化。
- 白花油公主圖像
- 白花油公主Youtube影片
- 白花油動漫MV （页面存档备份，存于）

- 福仔圖像
- 福仔Youtube影片 （页面存档备份，存于）

- 其他顏玉瑩及白花油的延伸產品：和興白花油（港/台）、和興活絡油（港）、萬應白花油（台）、和興白花膏（港/台）、福仔239（港）、顏玉瑩萬應油（台）、萬應紅花油（台）、萬應百油精（台）、萬應一條根（台）、萬應紅花溫感藥布

- 萬應百油精 添加了葉綠素的綠色的清涼油配方，在台灣屬於西藥成藥管理，與傳統透明中藥管理的白花油明顯不同。

- 萬應紅花油 中藥紅花為菊科草本植物，《本草綱目》云：活血潤燥，止痛，散腫，通經。與傳統白花油也明顯不同。

- 白花油一條根 一條根為華南地區的植物，主根根鬚少一根到底故名一條根，近年被金門當成特產品推廣；另添加十大功勞葉《現代實用中藥》號稱"清涼性滋養強壯藥"。

- 和興白花膏功用為解除舒緩輕微鼻塞，胸口鬱悶及皮膚癢。

- 福仔239（和興白花油 - 清幽） 福仔239與和興白花油的功效及成份相同，只是香料、包裝不同，供用戶多一種選擇。

- 和興活絡油 功用是祛風通絡，減輕紅腫，舒緩關節及肌肉扭傷或抽緊拉傷引起的輕微痛楚。代言人鄧浩光。

## 產品認證
「白花油」於1999年獲得成為首屆「香港十大名牌」香港名牌選舉，其中一系列產品在2000年取得Ｑ嘜優質產品證書。
在台灣「白花油」產品除原有萬應白花油、和興白花膏等產品由GMP中藥廠生產外，近年部分新產品（如萬應百油精、顏玉瑩萬應油、萬應紅花溫感貼布、萬應威薄兒及萬應紅花油等）更通過PIC/S cGMP評鑑。
台灣的白花油國際有限公司還推出精緻包裝米產品，並取得清真認證（Halal Certification 、哈拉認證/halal認證）。

## 主要成分
- 薄荷腦
- 冬青油
- 桉葉油
- 樟腦
- 薰衣草油

## 產品宣傳
白花油早年曾經參與香港工展會設公司攤位宣傳，不過因為展覽會產生裝修廢料，顏福偉認為此舉有違環保原則。

近年於維多利亞公園 做義賣，為不同的慈善機構籌款，售賣藥油及精品 

## 其他用途
有非法份子使用白花油當武器作案，施襲的方法是以白花油淋向事主的眼睛。目的是要令事主的眼睛疼痛及難以張眼，繼而趁機搶掠。
近年於香港及內地亦有不法份子出售冒牌及山寨白花油及藥油產品
20110602 台灣蘋果動新聞 名人搜身 吳尊包藏10公斤寶貝 靠白花油救命

## 資料來源
1. ↑  .   [2013-01-03]. （原始内容存档于2014-05-29）.
2. 1 2  . 中小企營商基準網站.   [2011-02-03]. （原始内容存档于2018-09-30）.
3. ↑  蕭學仁. . 台灣: 上旗文化. 2010年2月5日: 138. ISBN 9789866433108.
4. ↑   2012年5月15日，電視專訪《港人自講》內容
5. ↑  聯合國難民署網頁 的存檔，存档日期2014-08-19.
6. ↑   . 新浪網新聞. 2011-01-17  [2011-02-02].[永久]
7. ↑  .   [2014-09-13]. （原始内容存档于2017-05-06）.
8. ↑  吳尊包藏10公斤寶貝 靠白花油救命

## 參看
- 顏玉瑩家族
- 顏玉瑩
- 顏福成（台灣白花油公司CEO及顏玉瑩全球商標持有人）
- 顏為善（香港白花油集團主席）
- 顏福偉（白花油王子）
- 顏清輝（白花油的第四代）
- 鄧浩光（產品代言人）
- 粉紅淑女
- 菊梓喬（產品代言人）

## 外部連結
- 白花油國際有限公司 （页面存档备份，存于）
- 和興白花油藥廠有限公司 （页面存档备份，存于）
- 白花油國際有限公司(台灣) （页面存档备份，存于）
- 和興白花油 He Xing Bai Hua You （页面存档备份，存于） 中藥標本數據庫 (香港浸會大學中醫藥學院) （繁體中文）（英文）
- Hoe Hin White Flower Embrocation 和興白花油的Facebook專頁
- YouTube上的Hoe Hin White Flower Embrocation 和興白花油頻道
- 和興白花油藥廠的新浪微博
- Hoe Hin White Flower的Instagram帳戶
- YouTube上的White Flower Embrocation 萬應白花油頻道
- 和興白花油藥廠的新浪微博
- 白花油學院的Facebook專頁
- 萬應財神好運到的Facebook專頁